# Halictus maculatus
Halictus maculatus là một loài Hymenoptera trong họ Halictidae. Loài này được Smith mô tả khoa học năm 1848.